# Linsenrasterverfahren
Als Linsenrasterverfahren bezeichnet man ein rein optisch arbeitendes fotografisches Verfahren der Farbfotografie, das nach der additiven Farbmischung arbeitet; im Gegensatz zum Kornraster- und Linienrasterverfahren werden keine Farbstoffpartikel eingesetzt.

## Funktionsweise
Bei einem Fotoapparat, einer Filmkamera oder einem Projektor, die nach dem Linsenrasterverfahren arbeiten, befinden sich in oder vor dem Objektiv Farbfilter mit je einem blauen, grünen und roten Farbstreifen. In den Schichtträger des zu belichtenden fotografischen Films sind linsenförmige Strukturen eingeprägt, durch die die Bilder in Form nebeneinanderliegender, linienförmiger, abwechselnd blauer, grüner und roter Streifen (Farbauszüge) abgebildet werden; so entsteht eine Art optischen Linienrasters.
Bei der Projektion des Films fällt das Licht dann nur durch die hellen Streifen der Schicht und wird durch die eingeprägten „Linsen“ auf das jeweils zugehörige Streifensegment umgelenkt und so „eingefärbt“. Auf dem Abzug oder der Leinwand entsteht so durch das Prinzip der additiven Farbmischung der Eindruck eines farbigen Bildes.
„Bei blosser Betrachtung sah der Film natürlich nur schwarz-weiß aus. Man konnte bei genauem Hinsehen aber die feine Linsenriffelung der Schichtrückseite erkennen. Der Linsenrasterfilm war also nur für die Projektion bestimmt, und farbig abgebildete Aufnahmen in Zeitschriften und Büchern sind daher selten zu finden“
Beispiele für Linienrasterfilme sind:
- Dufaycolor,
- Kesdacolor,
- Polacolor.

## Geschichte und Entwicklung
Die Grundlagen der Farbfotografie gehen auf Experimente von James Clerk Maxwell aus dem Jahr 1861 zurück, die auf den zu Beginn des 19. Jahrhunderts von Thomas Young entwickelten Theorien über die physiologischen Grundlagen der Farbwahrnehmung basierten. Erste praktische Anwendungen für die Fotografie wurden entwickelt von Louis Ducos du Hauron (1837–1920) und Charles Cros (1842–1888) sowie Frederic Ives (1888).
Frühe additive Verfahren der Farbfotografie wurden mit der Farbrasterplatte von James W. McDonough (1892) und dem Linienrasterverfahren von John Joly (1894) entwickelt.
Das Linsenrasterverfahren beruht auf grundlegenden Entwicklungen des Briten F. M. Machester (1895) und des Deutschen Julius R. Ed. Liesegang (1896) und wurde von den Franzosen Rodolphe Berthon und Albert Keller-Dorian als Berthon/Keller-Dorian-Verfahren um 1911 perfektioniert.
Der Linsenrasterfilm wurde ab Mitte der 1920er Jahre bis zur Einführung der Mehrschichtfilme nach den chromogenen Verfahren (1935/36) vor allem für Dias Agfa Agfacolor und Schmalfilme (16-mm-Film Kodak Kodacolor Lenticular) sowie für Kinofilme (z. B. Opticolor) eingesetzt.
Der Kodacolor-Linsenrasterschmalfilm von (je nach Quelle: 1925 oder 1928) ist ein Schwarzweißfilm, der ein Umkehrpositiv erzeugt und mit einem Netz von regelmäßigen vertikalen Rillen versehen ist; die Farbwiedergabe bei der Projektion wird durch Filter erreicht. Es soll bis 1937 hergestellt worden sein.
Für den Agfafilm gab es von der Firma Leica einen Spezialfiltersatz für das Hektor 1:1,9 und auch einen Filmstreifen-Projektor. Die Firma Contax stellte das Farbentessar her. Der Film wurde 1933 in 18er Patronen verkauft und musste 15 bis 20 mal länger belichtet werden als das damalige SW-Filmmaterial.